# Ninni Bergsten

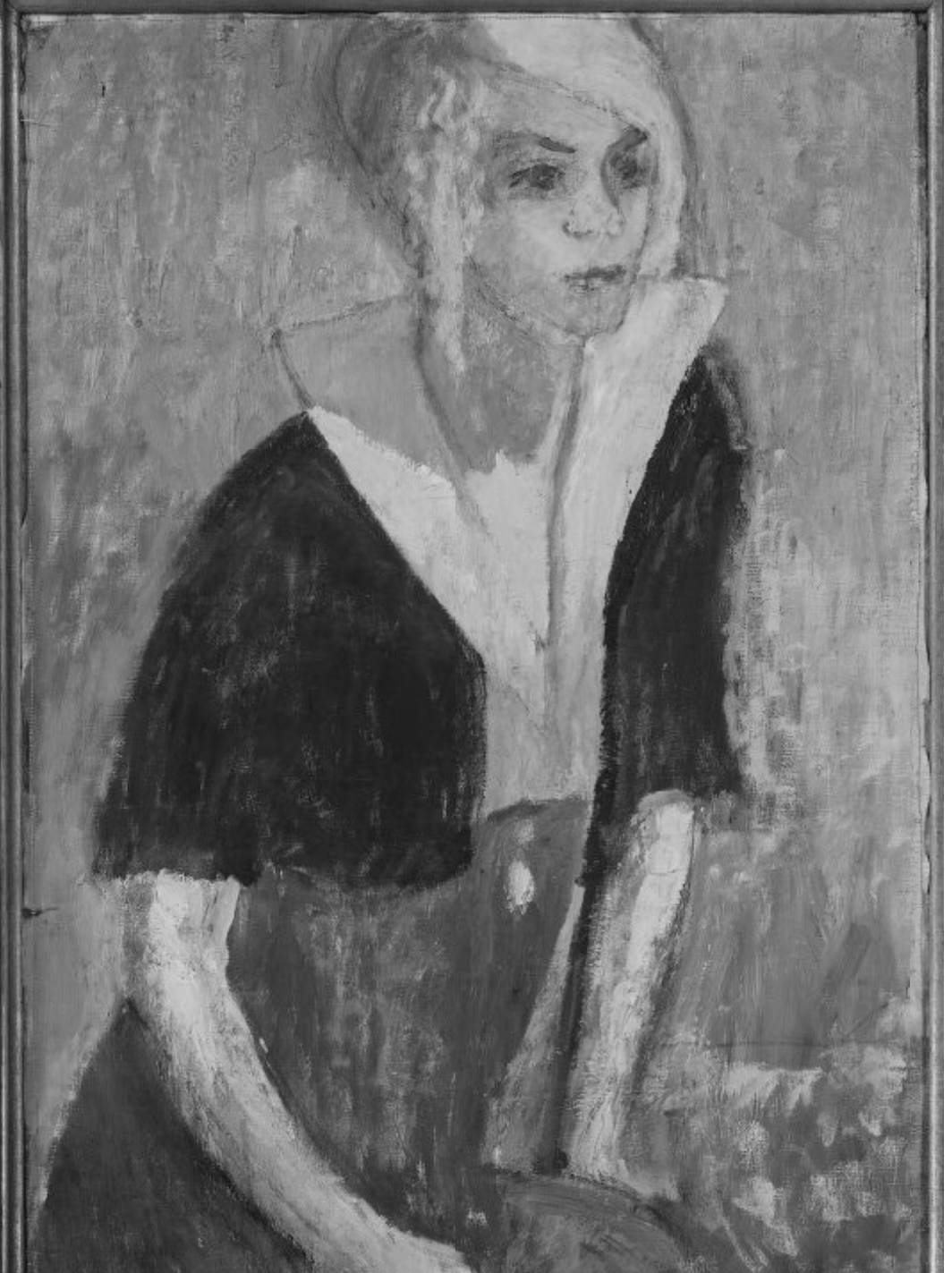
Porträtt av Siri Derkert, utförd av Ninie Bergsten 1914 (Nationalmuseum).

Eva Honorine (Ninni eller Ninie) Adèle Bergsten, född 19 mars 1884 i Norrköping, död 1949, var en svensk konstnär.

## Uppväxt och utbildning
Ninie Bergsten var dotter till stadsläkaren Per Wilhelm Bergsten och Octavia Sofie von Koch. Bergsten hade sju syskon, bland andra arkitekterna Carl Bergsten och Harald Bergsten. Hon bedrev först konststudier för Marie Sandholt i Köpenhamn och senare i München. År 1909 antogs hon som elev vid Konstakademien i Stockholm, med bland annat Oscar Björck som lärare, där hon studerade 1911–1913. Hon företog sedan ett flertal studieresor till bland annat Italien, Frankrike, Holland, Tyskland, Norge och Spanien.

## Verksamhet

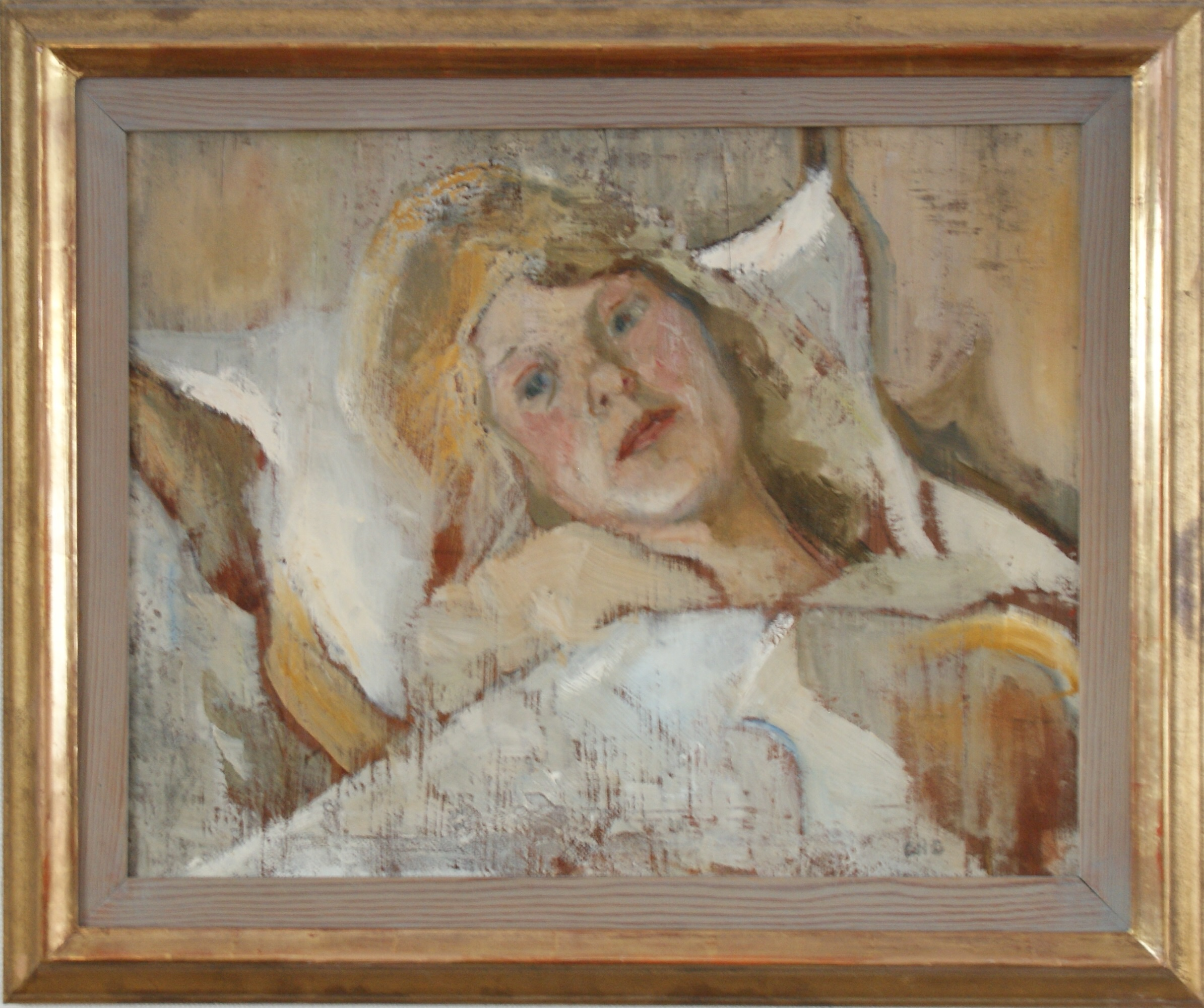
Konvalescent, 1911.

Bergsten hade en genuin ovilja mot framträdanden och ogillade andras omdömen. Hon ställde därför endast ut två gånger under sitt liv, dels på Den Frie i Köpenhamn 1919 (tillsammans med Siri Derkert och Anna Petrus) och dels med Östgöta konstförening i Linköping 1921. Under sin levnad var hon därför känd främst bland sina konstnärsvänner och sin släkt. En uppmärksammad minnesutställning av hennes konst anordnades postumt av Svensk-Franska Konstgalleriet 1952. Bergsten var en av flera unga begåvade kvinnliga konstnärer som under början av 1900-talet hamnade i skuggan av sina manliga kollegor. Bland Bergstens vänner från akademiåren märks exempelvis Siri Derkert, Ninnan Santesson, Anna Petrus, Ragnhild Nordensten, Elisabeth Bergstrand-Poulsen, Annie Bergman, Elsa Björkman-Goldschmidt, Harriet Löwenhjelm och kanske främst Herdis Rappe och Greta Ruuth. Hennes konst består av intensiva, känsliga porträtt men även av realistiska landskap från Sverige, Spanien och Italien, och romantiska norska dallandskap. Bergsten är representerad vid Nationalmuseum i Stockholm med ett porträtt av Siri Derkert. Hon är begravd på Matteus begravningsplats i Norrköping.

## Verk

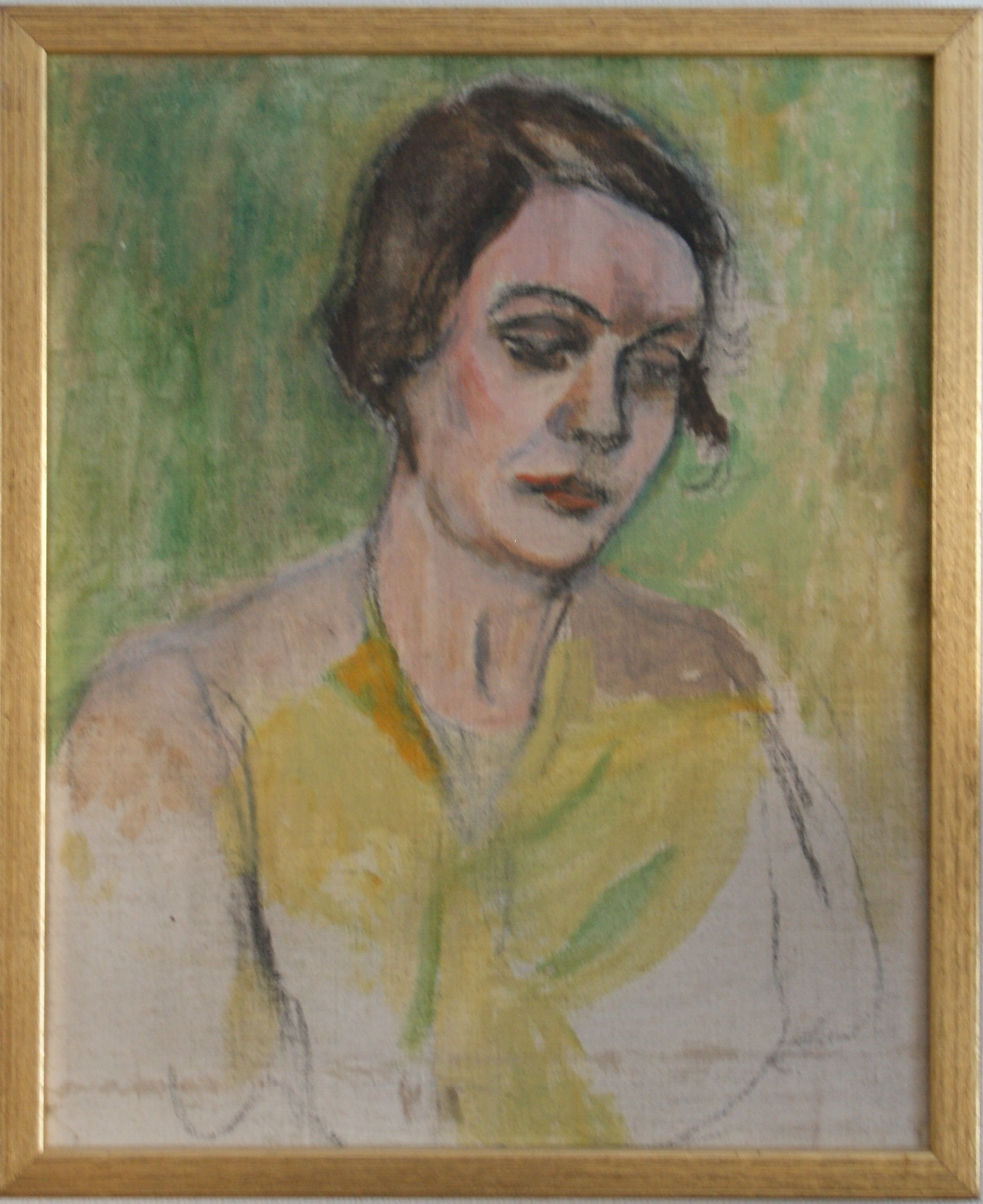
Vän, ca 1920.
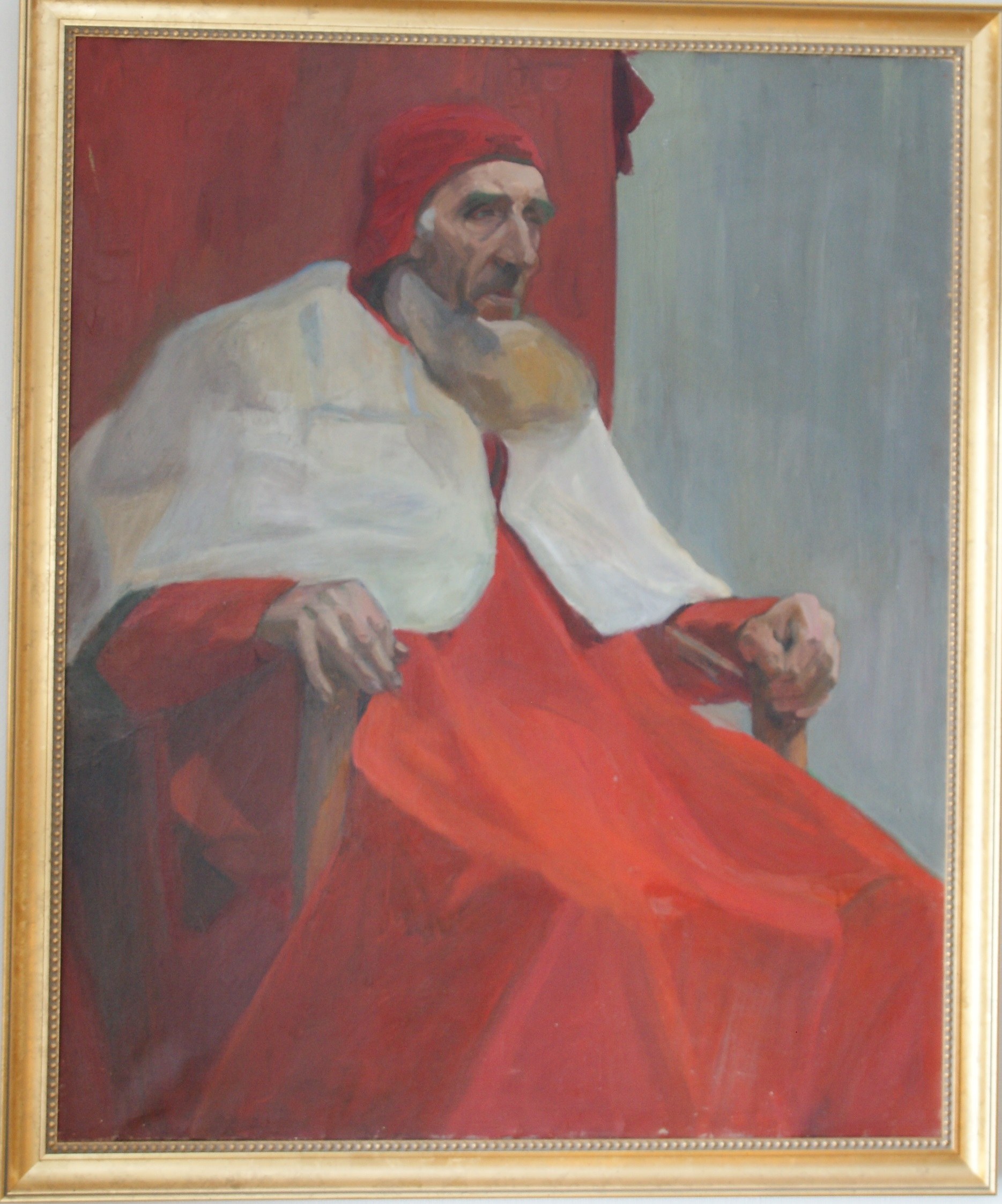
Kardinal, ca 1920.
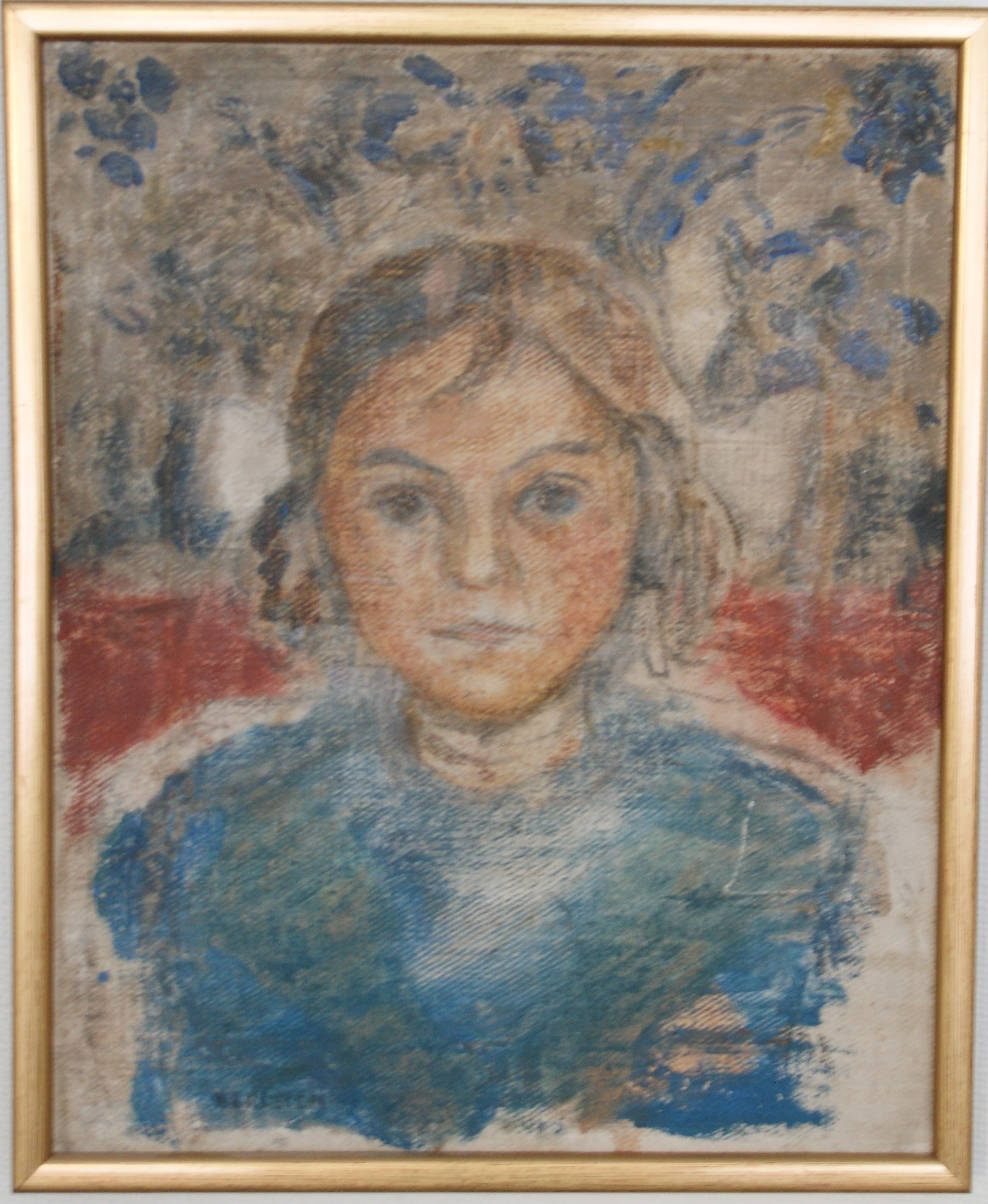
Flicka i blått, 1912.